# Moet-Nesoet
Moet-nesoet (Oudegyptisch, hmt-nisw of mwt-niswt) of koninklijke moeder was een van de vroeg-dynastieke koninklijke titels die in het oude Egypte werden verleend aan vertegenwoordigsters van de vrouwelijke zijde van het faraoschap, om hen aldus te onderscheiden en hun aanzien te laten gelden. Moet-nesoet betrof de moeder van een heersend farao.

## Historie
Deze titel wordt als eerste bij koningin Merneith, de moeder van koning Den geattesteerd in de 1e dynastie van Egypte. Aan het einde van de 2e, begin 3e dynastie van Egypte is het koningin Nimaathapi, die deze titel draagt. Vervolgens is de titel in gebruik tot eind 6e dynastie van Egypte, duikt met een onderbreking weer op van de 11e tot de 13e dynastie van Egypte en vervolgens van de 17e tot de 20e.

## Functie
De titel Koninklijke moeder werd in principe pas verleend, van zodra de opvolger de troon besteeg en bleef postuum behouden. Het blijft onduidelijk of hij enkel aan de lijfelijke moeder kon worden verleend, aangezien van latere farao's bekend is, dat deze titel ook bij zogenaamde concubines voor kwam. De titel verhief de draagster ervan tot een bijzondere status binnen het familiale milieu, waarmee zij voortaan van de andere hofdames werd onderscheiden. Voor haar verdere leven stond zij hiermee op de hoogste interne rang, zelfs boven de koninklijke vrouwe of grote koninklijke vrouwe. Het verlenen van de moederkoningin titel leverde de draagster ervan bijkomende eretitels en machtstitels, waardoor zij buitengewone privileges genoot. Zo kreeg bijvoorbeeld moederkoningin Meritneith (1e dynastie) een graftombe van koninklijke afmetingen met een eigen cultusruimte en koninklijke steles.
Het eerste criterium voor het verlenen van de titel was mogelijk dat de draagster gemalin van de vorige koning was en diens bewindsperiode overleefde. In veel gevallen droeg de koningin moeder inderdaad al de titel van koninklijke vrouwe (ḫm.t nsw.t). Dit bevestigt de bijzondere rol van een koningin moeder als genealogische verbindingsschakel binnen het gezelschap van troonopvolgers aan het koninklijke hof. Omgekeerd betekent dit, dat een nieuw gekroonde ook gelegitimeerd heerser over het moederschap werd, vanaf het moment dat traditioneel de eventuele zoon van de voorganger en diens gemalin de troon erfden.
Maar er zijn voldoende gevallen bekend, waar de draagster van de moederkoningin titel zelf, noch koninklijke vrouwe, noch van officiële koninklijke afkomst waren, zodat geen verwantschapsrelaties van de nieuw gekroonde heerser met zijn voorganger aanwijsbaar zijn.

## Schrijfwijze en varianten
In de conventionele schrijfwijze van deze titel wordt het gierhiëroglief mw.t of moet, voor moeder gevolgd door dat van nsw.t of Nesoet, voor koningin. In de 3e dynastie van Egypte verschijnen voor het eerst ook de twee varianten: moeder van twee dubbele koningen (moet-nisoetoei-bitoei of Mw.t-nsw.t-bjtj) en moeder van de koningskinderen (moet-mesoet-nisoet of Mw.t msw.-nsw.t), al komt deze laatste slechts zelden voor. Op de beroemde Steen van Palermo staan de namen van de koninginnen Chenethapi en Batires. Interessant genoeg bestaat bij hen de koningsmoedertitel enkel uit het mw.t giersymbool.
Uitzonderlijk worden gangbare titels plaatsgebonden gepersonaliseerd, zoals koninklijke moeder van de piramide van Mennefer Pepi (mwt-niswt-mn-nfr-ppi) voor koningin Ipoet I.
In de 4e en 5e dynastie van Egypte komt de buitengewone variant Mw.t-nswt.wj-bjtj.w naar voren, namelijk bij de koninginnen Chentkaoes I en Chentkaoes II. Hiervoor zijn twee interpretaties mogelijk. Volgens de ene kan dit moeder van twee dubbele koningen betekenen, namelijk die van Boven- en Beneden-Egypte,wat beduidt dat twee van haar zonen de koningstroon bestegen. Een andere lezing is echter ook mogelijk als koning van Boven- en Beneden-Egypte en moeder van de koning van Boven- en Beneden-Egypte. Dit zou betekenen dat de koninginnen zelf het bewind voerden. Die laatste interpretatie wordt door de bouwstijl van hun graftomben ondersteund.
Van de 18e dynastie van Egypte af wordt de titel grote koninklijke moeder (Mw.t-nswt-wr.t) gevoerd.